# Gare du vieux San Diego
La  gare du vieux San Diego (anglais : Old Town Transit Center) est une gare ferroviaire des États-Unis située à San Diego en Californie ; elle est desservie par Amtrak. C'est une gare sans personnel. La gare sert de transit entre les bus locaux, le tramway de la ville, et le Pacific Surfliner dont la ligne va du centre de San Diego jusqu'à San Luis Obispo.

## Histoire
Elle est mise en service en 1994.

## Service des voyageurs

### Desserte
- Ligne d'Amtrak[1] :
  - Le Pacific Surfliner: San Diego - San Luis Obispo
- North County Transit District: Coaster
- San Diego Trolley: Ligne verte